# Владыкино (Иссинский район)
Владыкино — село в Иссинском районе Пензенской области. Входит в состав Знаменско-Пестровского сельсовета.

## География
Расположено на берегу реки Пелетьмы в 8 км на юг от центра сельсовета села Знаменская Пестровка и в 28 км на юго-восток от райцентра посёлка Исса.

## История
Поселена около 1700 г. помещиком И.В. Владыкиным. С 1780 г. – Инсарского уезда Пензенской губернии. В 1782 г. «полсела Владыкино Надежды Александровой дочери, Ивана, Степана, Алексея, Василия, Николая, девицы Прасковьи Михайловых Владыкиных», 38 дворов; всей дачи – 1329 десятин, в том числе усадебной земли – 31, пашни – 1059, сенных покосов – 135, леса – 84. Эта часть «полсела» располагалось на левом берегу Сухой Пелетьмы, на которой мучная мельница о двух поставах; «земля – чернозем с песком, урожай хлеба и травы средствен; Лес строевой, дубовый, липовый, вязовый, березовый и осиновый, между коим и дровяной». Крестьяне на пашне; другая часть «полсела Владыкина» вместе с селом Рождествено – имение Николая Ивановича Бахметева, Ивана, Степана, Алексея, Василия, Николая, девицы Прасковьи Михайловых детей Владыкиных, в них 89 дворов, всей дачи – 1674 десятины, в том числе усадебной земли – 75, пашни – 1165, сенных покосов – 193, леса – 171. «Полсела» Владыкино располагалось на левой стороне Пелетьмы и на правой стороне оврага и его безымянного отвершка; церковь Архистратига Михаила  деревянная; «земля – чернозем, урожай хлеба и травы средствен; лес строевой, дубовый, березовый, между коим и дровяной; крестьяне на пашне». В 1785 г. показано за помещицей Надеждой Алексеевной Владыкиной (203 ревизских души). В середине XIX в. – село Владыкино в составе Соловцовской волости Мокшанского уезда, 39 дворов (1877 г.), церковь во имя Михаила Архангела (построена в 1877 г.). В 1896 г. работала церковноприходская школа. В 1910 г. – две крестьянских общины, 72 двора, имения Просвирнина и Ладыженского, церковь. 2 ветряные мельницы, лавка.
С 1928 года село входило в состав Привольевского сельсовета Иссинского района Пензенского округа Средне-Волжской области (с 1939 года — в составе Пензенской области). В 1939 г. – центральная усадьба колхоза имени Калинина (организован в 1930 г.), 69 дворов. В 1955 году в составе Знаменско-Пестровского сельсовета, колхоз имени Калинина. В 1955 году село в составе Знаменско-Пестровского сельсовета.

## Население
| 1782 | 1864 | 1877 | 1910 | 1926 | 1930 | 1939 |
| ---- | ---- | ---- | ---- | ---- | ---- | ---- |
| 205  | ↗234 | ↗317 | ↗411 | ↗510 | ↗552 | ↘287 |
| 1959 | 1979 | 1989 | 1996 | 2002 | 2010 |      |
| ↘162 | ↘105 | ↘38  | ↘23  | ↘8   | ↘1   |      |